# Matthau Mikojan

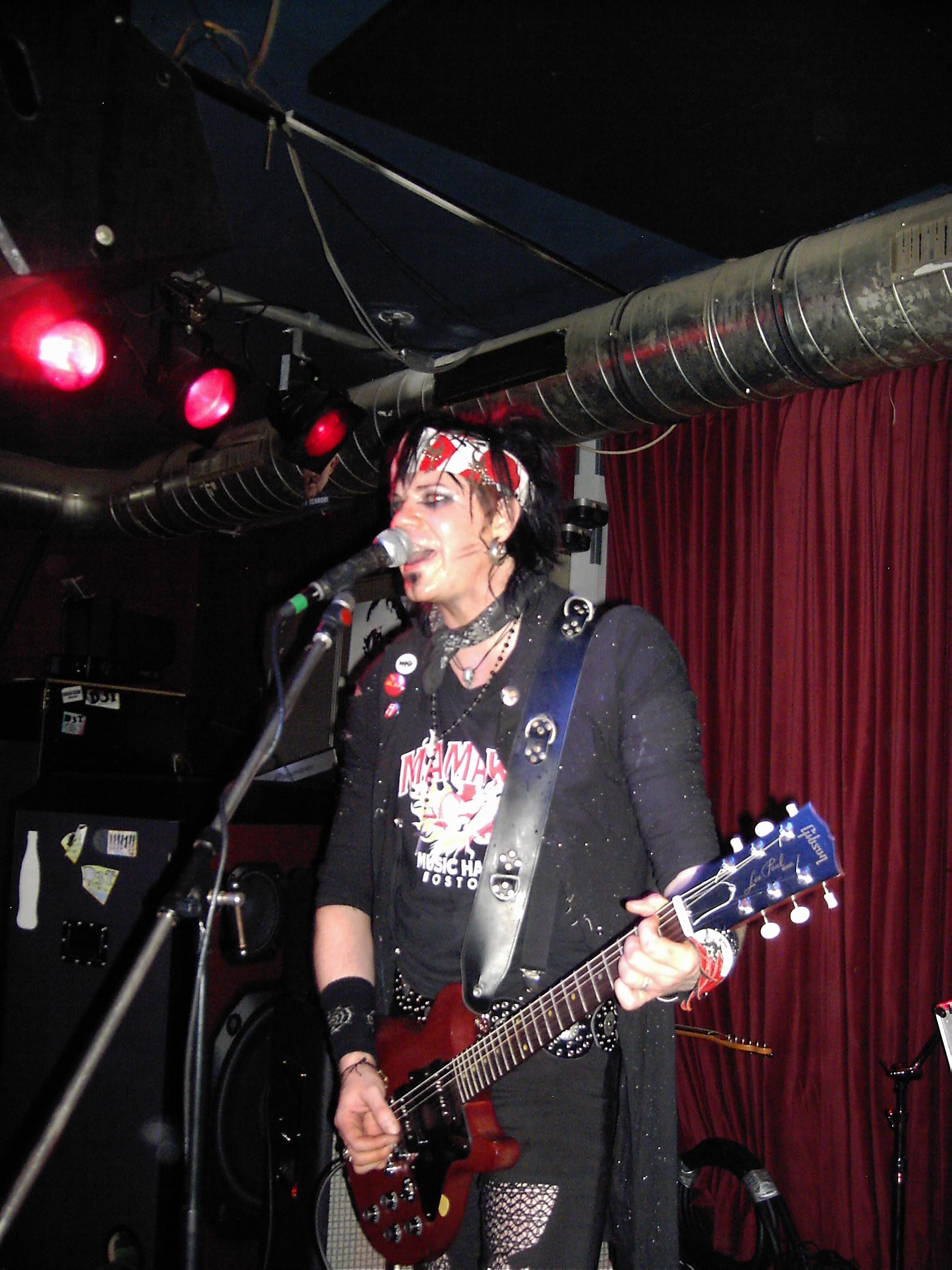
Matthau Mikojan am 16. Oktober 2008 in Stuttgart

Matthau Mikojan (* 26. März 1982 in Tampere; eigentlicher Name Matti Tapani Mikkonen) ist finnischer Rockmusiker, Sänger, Gitarrist und Songwriter in der nach ihm benannten Band.

## Leben
Matthau Mikojan ist der jüngere Sohn von Arvo Tapani „Arwo“ Mikkonen, der als Gitarrist in der Manserock-Band Popeda aktiv war. Über seine Mutter Sirpa ist wenig bekannt, umso mehr dagegen über seinen vier Jahre älteren Bruder Jukka Kristian Mikkonen, besser bekannt als „Sir Christus“ (bekannt auch als „Sir General Christus“ seit 2009), ehemaliger Leadgitarrist der aus Tampere stammenden Glam-Rock-Band Negative. Im Alter von vier Jahren verlor Matthau seinen Vater, der mit 31 Jahren während eines Soundchecks einem Herzinfarkt erlag.

## Musikalischer Werdegang

### Früher Werdegang
Schon in frühester Kindheit begann Matthau, Gitarre zu spielen. Daneben beherrscht er heute auch noch Bass, Schlagzeug, ein wenig Klavier und lernt Mundharmonika. Seinen ersten akustischen Auftritt hatte er nach eigenen Angaben bereits im Jahre 1995.
Ein Jahr zuvor, 1994, gründete er mit Paavo Pekkonen eine Band, die zunächst unter den Namen Turmio und RIP firmierte, später dann als Bloodpit bekannt wurde. Zudem spielte und sang Matthau auch in diversen anderen Bands wie Lavasäteily (hier zeitweise gemeinsam mit seinem Bruder), Shit Kickers oder SBT-666.

### Bloodpit
Schließlich bleibt von diesen Bands dann Bloodpit als die Band, auf welche er sich konzentriert. Der erste Auftritt findet am 26. November 1999 in Tampere statt, in den Folgejahren macht die Band diverse Line-Up-Wechsel durch, besonders am Bass wechseln die Mitglieder teilweise in sehr kurzem Abstand. Bis 2004 muss sich die Band zudem ohne Plattenvertrag durchschlagen, veröffentlicht mehrere EPs zu Promotionszwecken und spielt diverse Bandwettbewerbe, von denen sie allein im Jahr 2001 drei in Folge gewinnen kann. Es folgen diverse Auftritte auf Festivals und schließlich 2003 ein Vertragsangebot des Plattenlabels Grotesque Records, welches jedoch, bevor die Band zustimmen konnte, Pleite macht. Schließlich kommen Bloodpit 2004 bei Beemvees/Playground Music unter Vertrag und veröffentlichen mit dieser Plattenfirma bis 2007 die Alben Mental Circus (2005) und Off The Hook (2007) sowie diverse Singles und EPs. Dazu kommen Auftritte in Finnland, Russland, Italien, den USA und Deutschland. Die Single Platitude aus dem Album Mental Circus wird Ende 2006 als einer der Titelsongs für das Computerspiel NHL 07 des amerikanischen Softwareunternehmens EA Sports ausgewählt.
Am 20. Juli 2007 ist das Kapitel Bloodpit jedoch für Matthau Mikojan beendet. Während der Tour kommt es zu Unstimmigkeiten in der Band, woraufhin Matthau aussteigt, „aus persönlichen Gründen“, wie er später angibt. Die Band machte daraufhin eine Pause und präsentierte sich im Sommer 2008 mit neuem Line-Up.

### Matthau Mikojan (Projekt und Band)
Bereits kurz nach der Trennung von Bloodpit, nämlich im September 2007, beginnt Matthau Mikojan mit den Aufnahmen seines ersten Soloalbums, welches am 12. März 2008 in Finnland veröffentlicht wird. Am 6. Februar war bereits eine Vorveröffentlichung in die Läden gekommen, die Single Stiletto Heels. Auf dem Album, das den Namen des Künstlers trägt, spielt Matthau fast alle Instrumente selbst ein, lediglich am Schlagzeug wird er von Simo Stenman (The Bitterlicks) unterstützt.
Für Aufsehen sorgt Matthaus Live-Line-Up, da es bis April 2008 auch seinen seit Januar 2008 von seiner langjährigen Band Negative getrennten Bruder „Sir Christus“ mit einschließt. Auch im Video zur zweiten Single Too Fortunate To Cry, die im April 2008 erscheint, sind die Brüder Seite an Seite zu sehen, dann jedoch verlässt Sir Christus die Band.
Matthau spielt mit seinem Live-Line-Up diverse Konzerte und Festivals in Finnland, im Oktober 2008 folgt dann die „Schraubelocker Tour“ mit Konzerten in Deutschland und der Schweiz. Nach dem Ende der Tour gibt Matthau auf seiner Homepage bekannt, dass unter dem Namen „Matthau Mikojan“ fortan nicht nur er zu verstehen ist, sondern seine als Projekt gestartete Band mit folgendem Line-Up:
- Matthau Mikojan – Gesang, Gitarre
- Teemu Broman – Bass
- Simo Stenman – Schlagzeug

Einen Monat nach Ende der Tour, am 19. November 2008, kommt die EP Chasing Ghosts in die Plattenläden. Es ist die erste Veröffentlichung der Band Matthau Mikojan.
Am 4. März 2009 erscheint das erste Studioalbum der gesamten Band, das den Namen Mania For Life trägt. Es enthält auch die Songs der vorangegangenen EP, welche deshalb als Vorveröffentlichung angesehen werden kann.
Im März 2010 spielt die Band im Rahmen der „Gypsy Tour“ erneut in Deutschland, jedoch steht am Bass nicht mehr Teemu Broman auf der Bühne, sondern Janne Sundvall, der am Monatsende als neues Mitglied der Band bestätigt wird. Die Trennung von Teemu Broman verlief nach Angaben der Band im Guten.
Im April 2010 muss die Band einige Konzerte absagen, da sich Matthau bei einem Autounfall am Arm verletzt hat und mit dem Gitarre spielen pausieren muss. Dadurch kommt es auch zu leichten Verzögerungen bei den Aufnahmen zum dritten Studioalbum der Band, welches laut Angaben Matthaus bei Facebook den Titel Hell Or High Water tragen wird und später im März 2011 erscheinen wird.
Zur gleichen Zeit holt die Band Tommi Liimatainen (Hype Productions) mit ins Boot um Gigs in Finnland zu buchen. Seit August 2012 laufen jedoch alle Bookings und Anfragen (national und international) über die Band selbst. Der Kontakt dazu findet sich auf der Band-Homepage.
Am 27. März 2015 wurde das vierte Studio-Album, „Her Foreign Language“, zunächst in Finnland über die „Inverse Music Group“, am 10. April dann schließlich international veröffentlicht. Auf diesem spielte Matthau Mikojan alle Instrumente selbst ein.
Seine derzeitige Live-Band besteht aus Alarik Valarmo [dem ehemaligen BLOODPIT-Drummer] und Janne Sundvall.

### Sideprojects
Neben seiner Band spielt Matthau auch immer wieder Soloauftritte, bei denen er sich selbst auf der Akustikgitarre begleitet. Diese keinem festen Ablauf folgende Konzertreihe trägt den Namen Matthau’s Acoustic Sauna. Im Mai 2009 war mit dieser Auftrittsreihe eine Tour in Deutschland geplant, die kurzfristig abgesagt werden musste.
Im Jahr 2008 spielte Matthau auch eine Zeit lang aushilfsweise Bass in der aus Tampere stammenden Band Black Jesus. Dort war er erneut Seite an Seite mit seinem Bruder, der in der Band Gitarre spielte, zu sehen. Mittlerweile haben sich Black Jesus jedoch aufgelöst.
Zudem hat er ein Sideproject namens Don Skorleone & Consiglieres.

## Diskografie

### Mit Bloodpit
Alben
- Mental Circus (2005)
- Off The Hook (2007)

Singles
- Out to Find You (2005)
- One More Time (2005)
- Platitude (2005)
- Bad-Ass Blues (2005)
- Wise Men Don’t Cry (2007)

EPs
- Promo EP (2000)
- No 2 (2001)
- You Name It (2003)
- Platitude (2004)
- Sauna Päälle! (2006)

Musikvideos
- Platitude (2005)
- Bad-Ass Blues (2006)
- Wise Men Don’t Cry (2007)

DVDs
- Live@Nosturi (2007)

### Mit dem Projekt Matthau Mikojan
Alben
- Matthau Mikojan (2008)
- Mania For Life (2009)
- Hell Or High Water (2011)
- Her Foreign Language (2015)

Singles
- Stiletto Heels (2008)
- Too Fortunate To Cry (2008)
- Gypsy Eye (2009)

Download-Singles
- Plastic Trays (2010)

EPs
- Chasing Ghosts (2008)

### Mit Sideprojects
EPs
- Catch The Madman (2008 mit Black Jesus)

## Privates
Der in Tampere lebende Musiker ist seit 2012 mit seiner langjährigen Partnerin Minna Niiranen verheiratet.